# San Carlos del Valle
San Carlos del Valle è un comune spagnolo di 1 184 abitanti situato nella comunità autonoma di Castiglia-La Mancia.

## Storia
Anche se hanno trovato tracce di civiltà preistoriche, romano, germanico o forse arabo, vera origine della città ha i suoi primi dati nella ex cappella di Santa Elena, costruita nel XII-XIII secolo, che si trovava fino al XVIII secolo tranne che una parete dipinta appariva la venerata immagine di Santo Cristo del Valle.
Durante il XVI secolo il primo insediamento permanente della città sorge intorno a questo eremo. L'incremento dei pellegrinaggi a pregare Cristo determinato il Corona e il Consiglio degli Ordini Militari per costruire una nuova cappella e alcune dipendenze per dare riparo ai pellegrini.
Dopo il lavoro durante il regno di re Filippo V, e un conseguente rapido aumento della popolazione, riqualificazione urbana, che ha avuto luogo, e in tempi di Carlo III, Pablo de Olavide diventato necessario. Ha totalmente ordinata, struttura regolare oggi è perché la gente. Più tardi, nel dicembre del 1800, il re Carlo IV ha emesso un privilegio Royal Charter con il quale ha dettato l'indipendenza di San Carlos del Valle e divenne comune autonomo e autonomo come lo è oggi.

## Chiesa di San Carlos del Valle

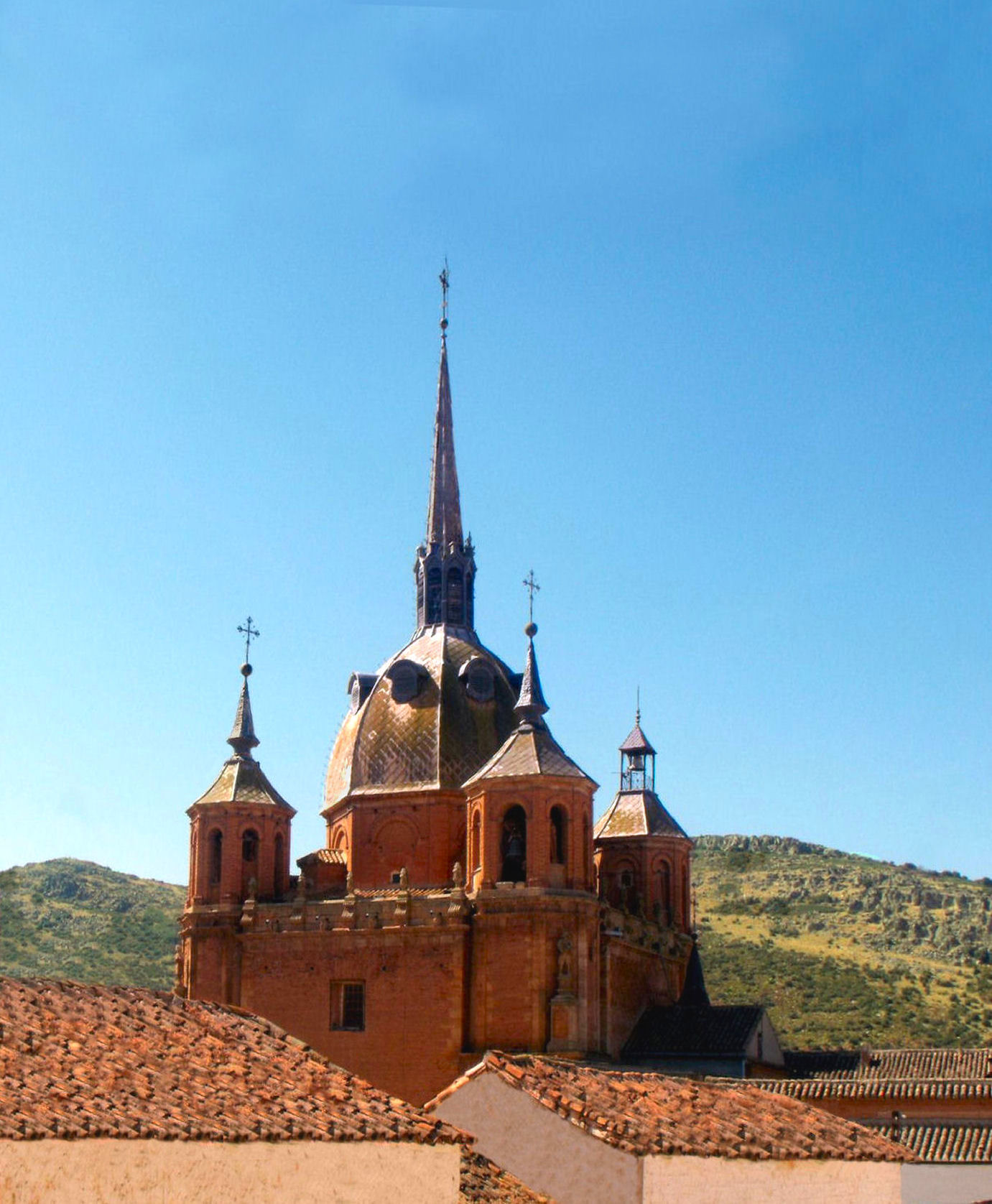
Chiesa di San Carlos del Valle

Situata in una delle più belle piazze della Castiglia-La Mancia, questa chiesa barocca costruita tra il 1613 e il 1729 è somigliante fuori alla Basilica di San Pietro a Roma. Il tempio ha quattro torri ciascuno coronato da una cuspide, tipico di Madrid. Al centro una cupola centrale più di 28 metri all'interno, coperto con una guglia della tradizione nord europea, che raggiunge i 50 metri dal suolo. Nel 1993 il tempio è stato dichiarato monumento nazionale di interesse culturale.